# Cadi

fenickie cadi

Hebrajska litera cadi końcowa w kroju pisma (kolejno od prawej do lewej): nowoczesnym bezszeryfowym i tradycyjnym

Cadi (צ/ץ ,ص‍; także sade) – osiemnasta litera alfabetów semickich, m.in. fenickiego, syryjskiego, hebrajskiego o wartości numerycznej 90. Hebrajskie cadi odpowiada dźwiękowi [ʦ], w polskiej transkrypcji oddawana jako „c”, w językach zachodnioeuropejskich „tz”. 